# Battaglia di Brest
La battaglia di Brest fu una delle più sanguinose combattute nel quadro dell'Operazione Cobra, nome in codice dell'avanzata alleata in Normandia iniziata il 27 luglio 1944 durante la battaglia di Normandia.
Il piano alleato per la riconquista dell'Europa prevedeva la conquista dei porti in modo tale da poter soddisfare l'enorme bisogno di approvvigionamenti delle truppe. In effetti si stima che nel settembre del 1944 si trovavano sul continente 37 divisioni alleate che richiedevano 26 000 tonnellate di rifornimenti al giorno. L'obiettivo principale era il porto di Brest.
Il 7 agosto 1944 le truppe americane arrivarono a Brest.

## L'importanza strategica dei porti
Già all'inizio della guerra, dopo la sconfitta della Francia nel giugno del 1940 l'esercito statunitense iniziò a preparare un piano per l'intervento in Europa occidentale nella eventualità di una sua entrata in guerra contro la Germania. Le truppe americane e canadesi sarebbero state in questo caso inviate in Inghilterra in attesa che si presentasse l'occasione di un'invasione sul continente. Il più grande problema era quello di assicurare l'approvvigionamento delle truppe dopo il loro sbarco. Per fare questo era assolutamente  indispensabile impadronirsi dei porti situati sulla costa atlantica. Si individuarono quindi come obiettivo i porti che vennero giudicati più rispondenti a soddisfare i futuri bisogni.
Nella fase iniziale della battaglia, appena dopo lo sbarco, era prevista la costruzione di grandi porti artificiali (i cosiddetti Porti Mulberry) sulle spiagge. Tuttavia, in ragione della loro capacità limitata di scarico, essi rappresentavano unicamente una soluzione temporanea in attesa che i veri porti fossero conquistati e attrezzati per lo sbarco degli approvvigionamenti.
Sulla costa nord della Francia si trovava un certo numero di porti in acque profonde che si prestavano a questo scopo. Tra questi il porto di Brest, base principale della Marina francese prima della guerra. Brest era anche il porto francese che si trovava più ad ovest. Secondo le strategie degli alleati la conquista di questo porto avrebbe permesso l'invio delle derrate e dei rifornimenti direttamente dagli Stati Uniti senza passare per l'Inghilterra, consentendo in questo modo di raggiungere rapidamente le truppe che avanzavano verso la Germania.
Gli altri porti principali lungo la Manica erano Saint-Malo, Lorient e Saint-Nazaire, in Bretagna, Cherbourg e Havre in Normandia. L'operazione Sledgehammer (il nome in codice della conquista di Cherbourg) era stata già programmata ma l'idea fu abbandonata dopo il disastroso sbarco di Dieppe nel 1942. Si era così arrivati alla conclusione che l'attacco diretto di un porto dal mare non era pensabile.
I tedeschi, consapevoli dell'interesse strategico dei porti francesi per le truppe americane avevano avviato fin dall'inizio dei lavori per proteggerli con fortificazioni costruite dall'Organizzazione Todt nel quadro della costruzione del Vallo Atlantico. Una parte di questi porti erano anche diventati un'importante base per gli U-Boot con la costruzione di ripari blindati per i sottomarini. Queste fortificazioni avrebbero resistito a lungo agli attacchi aerei degli alleati.

## Presa di Cherbourg e liberazione della Bretagna

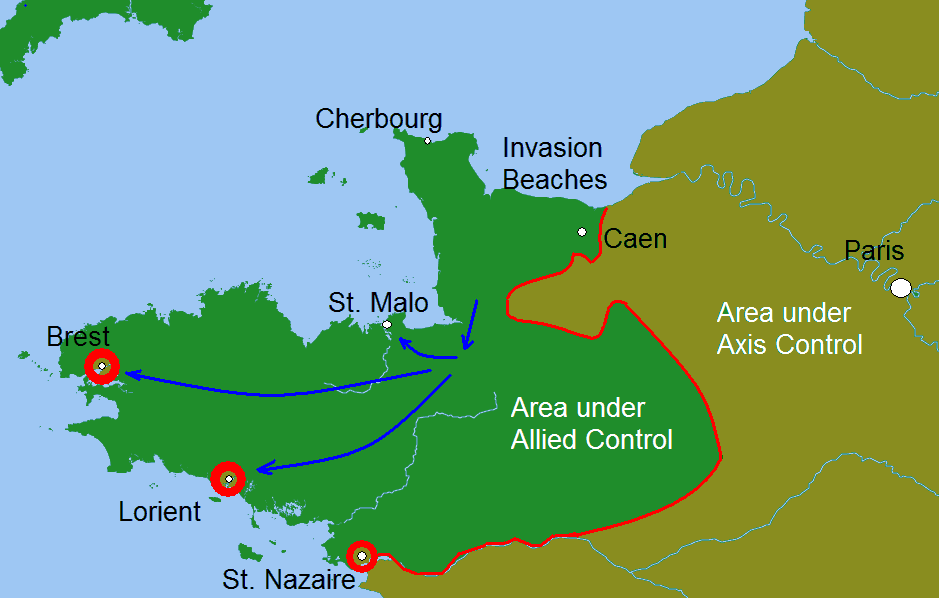
Il nord ovest della Francia, agosto 1944. Gli alleati preparano la liberazione della Bretagna e avanzano verso Parigi. Le frecce blu illustrano l'avanzata verso Brest e gli altri porti della costa atlantica francese.

Poco dopo lo sbarco in Normandia vennero predisposti due porti Mulberry sulle coste francesi. Sfortunatamente per gli alleati, due settimane dopo la loro costruzione, una tempesta ne distrusse uno e danneggiò in modo serio anche il secondo. I rifornimenti dovettero così essere sbarcati direttamente sulle spiagge. Questo contrattempo determinò un rallentamento considerevole delle operazioni, facendo crescere l'urgenza di conquistare dei porti con acque profonde.
Dopo il loro sbarco a Utah Beach il 6 giugno 1944, le truppe americane avanzarono lungo la penisola del Cotentin per raggiungere il porto di Cherbourg che conquistarono meno di un mese più tardi, il 1º luglio. Tuttavia, prima di ritirarsi, i tedeschi avevano distrutto le installazioni portuali. Ci vollero diverse settimane per ripristinare le infrastrutture distrutte. Una volta rimesso in sesto, Cherbourg rimaneva comunque l'unico grande porto in mano agli alleati.

## La battaglia
L'VIII Corpo d'armata statunitense accerchiò la città di Brest e iniziò l'assalto. I combattimenti si rivelarono estremamente difficili in quanto la guarnigione tedesca era ben attestata in città e poteva contare sulla presenza di un reparto d'élite di paracadutisti (Fallschirmjäger) comandati dal generale Hermann-Bernhard Ramcke, nominato il 1º settembre anche comandante della fortezza.
Mentre alcune unità tedesche si arresero velocemente, i paracadutisti della 2ª Fallschirmjäger Division difesero strenuamente le loro posizioni malgrado i bombardamenti, i raid aerei e gli assalti terrestri portati dalle truppe americane. Ogni piccola avanzata in città costava agli alleati un gran numero di perdite.
Seguendo la propria dottrina militare gli americani cercarono di sfruttare la superiorità nella potenza di fuoco dell'artiglieria e della flotta aerea per distruggere il nemico, piuttosto che affrontare una battaglia corpo a corpo. Al contrario i tedeschi avevano precedentemente stoccato una enorme quantità di munizioni per la difesa della città e disponevano di armi di tutti i calibri, dai cannoni antiaerei leggeri ai cannoni navali, nascosti nelle fortificazioni e nei bunker.
La battaglia fu durissima e le truppe alleate trovarono molta difficoltà a distruggere le fortificazioni tedesche sotto un fuoco incessante proveniente da tutte le parti.
Al termine della battaglia la città di Brest era interamente rasa al suolo, salvo qualche vecchia fortificazione medievale in pietra che aveva miracolosamente resistito.
Il 19 settembre 1944 il generale Ramcke consegnò la città agli americani, non senza aver prima sabotato le installazioni portuali che rimasero inutilizzabili fin quasi al termine della guerra. Il bunker di Ramcke nella fortezza, fu l'ultimo ad arrendersi.
Dopo la conquista di Brest, considerate le difficoltà incontrate e le elevate perdite subite, il comando alleato cambiò strategia e si limitò ad accerchiare i porti francesi in mano ai tedeschi. La sola eccezione fu il porto di Le Havre, conquistato dalla 2ª Armata britannica verso la fine d'agosto del 1944. Altri porti bretoni non furono conquistati che dopo il 9 maggio 1945, all'indomani della capitolazione tedesca.